# ريناتو بيرتا
ريناتو بيرتا (بالإنجليزية: Renato Berta)‏ (و. 1945 – م) هو مصور سينمائي، ومخرج سينمائي، ومدرس من سويسرا. ولد في بيلينزونا.

## جوائز وترشيحات
حصل على جوائز منها:
- German Cinematographer Award  [لغات أخرى]‏ (2014)[4]
- César Award for Best Cinematography [الإنجليزية]‏، عن عمل: Au revoir les enfants (1988).

ترشح لـ:
- César Award for Best Cinematography، عن عمل: Smoking/No Smoking (1994)
- César Award for Best Cinematography، عن عمل: Au revoir les enfants (1988)
- César Award for Best Cinematography، عن عمل: Rendez-vous (1986).

## وصلات خارجية
- ريناتو بيرتا على موقع IMDb (الإنجليزية)
- ريناتو بيرتا على موقع ألو سيني (الفرنسية)
- ريناتو بيرتا على موقع أول موفي (الإنجليزية)
- ريناتو بيرتا على موقع قاعدة بيانات الأفلام السويدية (السويدية)
- ريناتو بيرتا على موقع قاعدة بيانات الفيلم (الإنجليزية)
- ريناتو بيرتا على موقع كينوبويسك (الروسية)